# ファビアン・デルフ
ファビアン・デルフ（Fabian Delph, 1989年11月21日 - ）は、イギリス・ブラッドフォード出身の元サッカー選手。元イングランド代表。ポジションはミッドフィールダー。

## 経歴
ブラッドフォード・シティのユースチームでキャリアをスタートさせる。2006年にかねてからデルフに注目していたリーズ・ユナイテッドから奨学金の付与を受ける条件で移籍し、2年契約を結んだ。
リーズ移籍後は学業の傍らでサッカー選手としてプレーするも、加入シーズン後にはフットボールリーグ・チャンピオンシップからフットボールリーグ1へチームは降格してしまった。デルフ自身もシーズン中と翌シーズンも続いて出場機会はほとんど得られなかった。
2008-09シーズンはリーグ戦で42試合6得点と活躍し、U-19とU-21イングランド代表から同時期に招集がかかるなど注目を集め、エヴァートンやマンチェスター・シティなどが獲得に興味を示しているとの報道がなされるようになった。
2009年8月にオファーの中からアストン・ヴィラへ移籍を果たし、2009-10シーズン開幕戦のウィガン・アスレティック戦でスターティングメンバーとして出場し、デビューを果たした。
2012年1月には1か月の期限付き移籍でリーズに復帰した。
2015年7月17日にマンチェスター・シティFCへ完全移籍が決定した。イギリスメディア「BBC」によると、同年1月にアストン・ヴィラとの契約を延長したばかりだが、契約解除の違約金が800万ポンドに設定されていた模様で、マンチェスター・シティはホーム・グロウン（自国育成枠）の選手を比較的安値で獲得するに至った。
シティ移籍後は怪我などもあり出場機会が少なかったものの、2017-18シーズンには負傷離脱した新加入選手バンジャマン・メンディの穴を埋めるべく、監督のペップ・グアルディオラによってLSBとして起用されるようになった。最終ラインからのビルドアップができるSBとしてチームの快進撃を支えた。最終的に移籍後最多の22試合に出場し、クラブの4シーズンぶりのリーグ優勝に貢献した。
2019年7月15日、エヴァートンFCと3年契約を締結した。
2022年9月27日、現役引退を発表した。

## 代表歴

### 出場大会
- イングランド代表
  - 2018 FIFAワールドカップ

### 試合数
- 国際Aマッチ 20試合 0得点（2014年-2019年）[5]

| イングランド代表 | 国際Aマッチ | 国際Aマッチ |
| 年               | 出場        | 得点        |
| ---------------- | ----------- | ----------- |
| 2014             | 3           | 0           |
| 2015             | 6           | 0           |
| 2016             | 0           | 0           |
| 2017             | 0           | 0           |
| 2018             | 9           | 0           |
| 2019             | 2           | 0           |
| 通算             | 20          | 0           |

## タイトル

### クラブ
マンチェスター・シティ
- プレミアリーグ：2017-18, 2018-19
- EFLカップ：2015-16, 2017-18, 2018-19
- FAコミュニティ・シールド：2018
- FAカップ：2018-19

### 個人
- フットボールリーグ最優秀若手選手：2009
- PFAリーグワンベストイレブン：2008-09
- リーズ・ユナイテッド年間優秀選手：2008-09
- リーズ・ユナイテッド年間最優秀若手選手：2008-09
- リーズ・ユナイテッドゴール・オブ・ザ・シーズン：2008-09（対ブライトン戦）
- アストン・ヴィラ年間最優秀選手（ファン投票による）：2013-14, 2014-15